# Stará Homole
Stará Homole (německy Alt-Hummel) je zaniklá vesnice v okrese Ústí nad Labem. Nacházela se v Českém středohoří 2,5 kilometru severně od Zubrnic. Zanikla vysídlením ve druhé polovině dvacátého století.

## Název
Název osady byl odvozen ze jména Homole, kterým se označoval blízký kopec. Přívlastek Stará sloužil pro odlišení od vsi Homole u Panny původně nazývané Hřibojedy. V historických pramenech se název objevuje ve tvarech: Alte Hummel (1720), Alt Hummel (1787), Alt-Hummel a „Stary Homle“ (1833) a Homoly staré nebo německy Althummel (1854).

## Historie
Stará Homole stávala u cesty z Vitína do Velkých Stínků. První písemná zmínka o ní pochází z patnáctého století. Vesnice bývala osadou obce Zubrnice a zanikla vysídlením po roce 1950.

## Přírodní poměry
Stará Homole stávala v severní části katastrálním území Zubrnice v nadmořské výšce okolo 560 metrů asi půl kilometru západně od vrcholu Bukové hory. Oblast se nachází v Českém středohoří, konkrétně v jeho okrsku Bukovohorské středohoří. V Quittově klasifikaci podnebí se vesnice nacházela na rozhraní mírně teplých oblastí MT4 (východně od vsi) a MT7 (západně od vsi). Pro oblast MT4 jsou typické průměrné teploty −2 až −3 °C v lednu a 16–17 °C v červenci. Roční úhrn srážek dosahuje 500–750 milimetrů, sníh zde leží 60–80 dní v roce. Mrazových dnů bývá 110–130, zatímco letních dnů 20–30. V oblasti MT7 bývají průměrné teploty −3 až −4 °C v lednu a 15–16 °C v červenci. Roční úhrn srážek bývá 850–1000 milimetrů, sníh leží 100–120 dní v roce. Počet mrazových dnů se pohybuje od 140 do 160 a letních dnů od deseti do třiceti.

## Obyvatelstvo
Při sčítání lidu v roce 1921 ve vsi žilo 54 obyvatel (z toho 28 mužů) německé národnosti a římskokatolického vyznání. Podle sčítání lidu z roku 1930 měla vesnice 55 obyvatel: jednoho Čechoslováka a 54 Němců. Kromě tří lidí bez vyznání byli ostatní římskými katolíky.
|           | 1869 | 1880 | 1890 | 1900 | 1910 | 1921 | 1930 | 1950 | 1961 |
| --------- | ---- | ---- | ---- | ---- | ---- | ---- | ---- | ---- | ---- |
| Obyvatelé | 82   | 85   | 71   | 79   | 56   | 54   | 55   | 2    | .    |
| Domy      | 14   | 14   | 14   | 14   | 14   | 14   | 14   | 14   | .    |